# San Antonio de Padua (Saragossa)

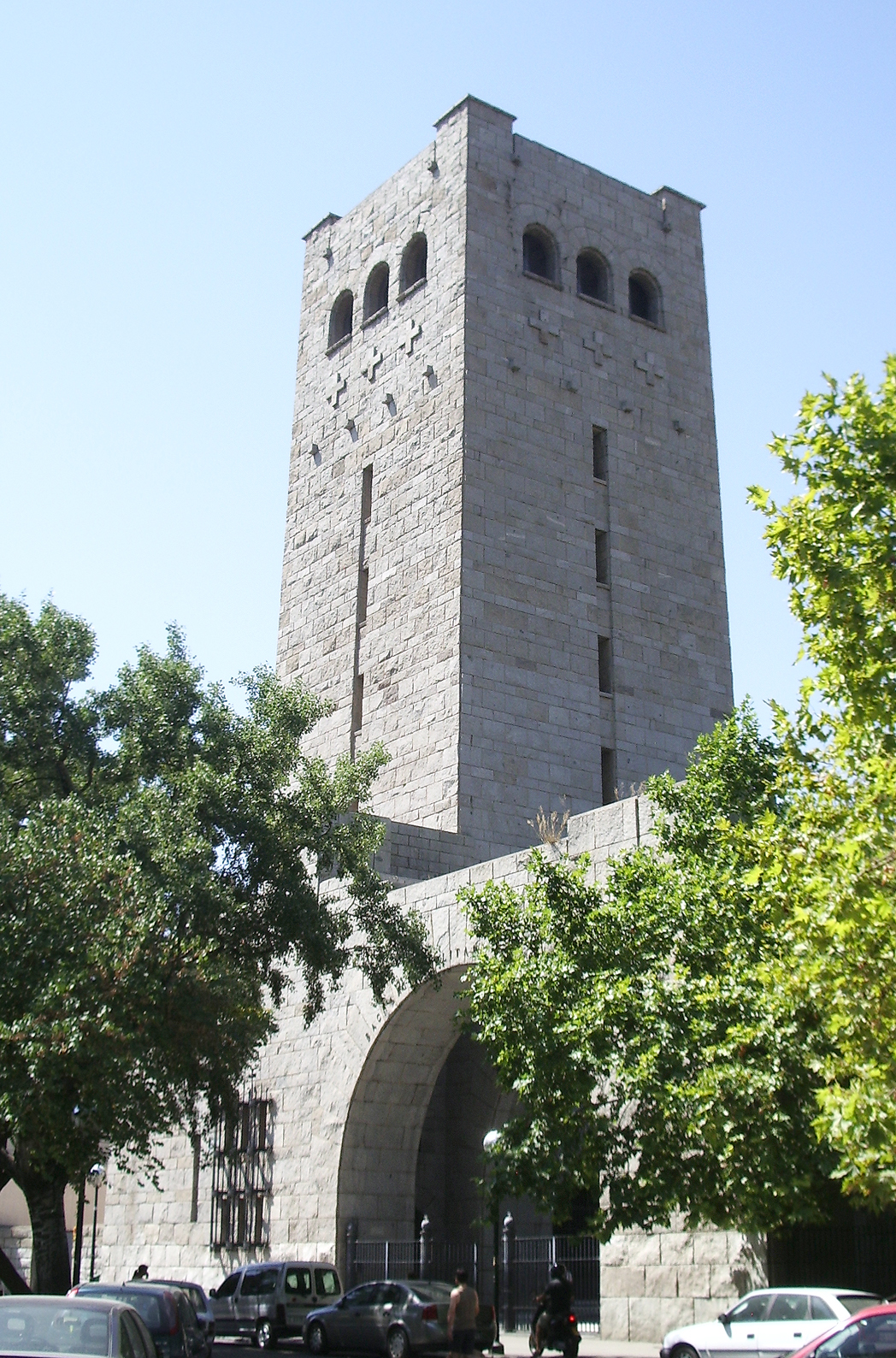

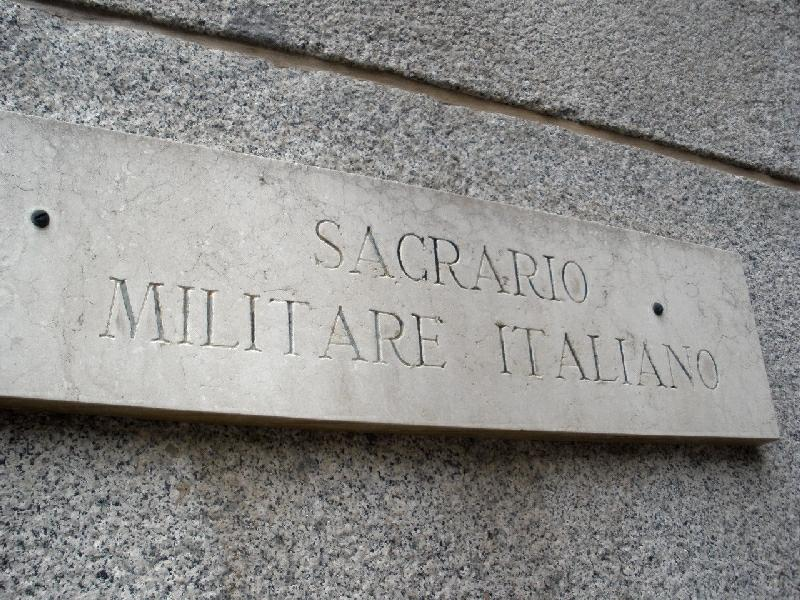

Die Kirche San Antonio de Padua in Saragossa in Spanien ist das Mausoleum der 2.889 im Spanischen Bürgerkrieg gefallenen italienischen Angehörigen der faschistischen Corpo Truppe Volontarie.
Nach dem Spanischen Bürgerkrieg begannen die Bemühungen zur Errichtung eines zentralen Grabmonumentes für die getöteten italienische Freiwilligen, die auf der Seite Francos fielen. Der über ganz Spanien bestatteten Gefallenen sollte in einem zentralen Grabmonument gedacht werden. Der Kapuziner P. Varzi Pietro fand in Saragossa, der Stadt, in der die Religion über den marxistischen Atheismus gesiegt habe und die während des Bürgerkrieges durch die heilige Jungfrau von Pilar beschützt worden sei, einen geeigneten Ort.
Pietro erhielt die Genehmigung sowie eine angemessene finanzielle Unterstützung der faschistischen italienischen Regierung. Im Jahre 1940 begann die Projektierung eines Mausoleums mit einer Kirche durch den Architekten Víctor Eusa Rázquin. Er projektierte ein militärisch anmutendes Gebäude mit einem monumentalen Turm und vier großen schrägen Bögen, die eine Art offene Säulenhalle bilden. Am 3. Mai 1942 erfolgte die  Grundsteinlegung durch den italienischen Botschafter D. Lequio Francisco. Das Grabmonument wurde am 25. Juli 1945 eingeweiht.